# Skanderborg

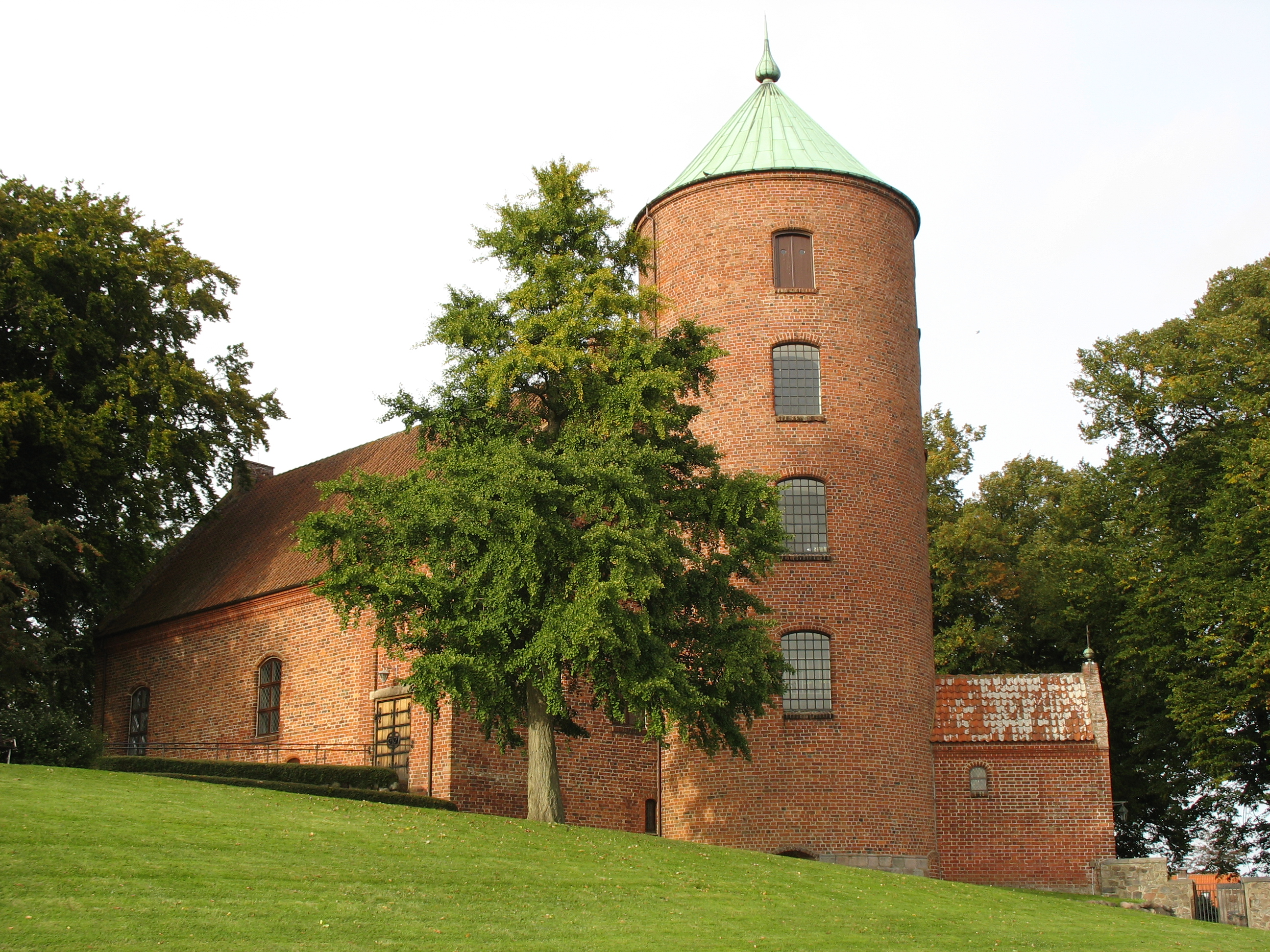
Vechiul turn al Skanderborg Castle Church

Skanderborg este un oraș în Danemarca. Se găsește între localitățile Horsens, la sud, și Århus la nord.  Este așezată lângă cea mai importantă linie de cale ferată, care leagă  Fredericia de  Århus, și are ieșire la autostrada europeană E45, care traversează Danemarca pe direcția N-S, și care se continuă cu autostrada A7, care traversează Germania. Suprafața orașului este de 143,2 km².

## Demografie
Evoluția numărului populației:
- 1980 - 19.142
- 1985 - 19.197
- 1990 - 19.669
- 1995 - 19.885
- 1999 - 20.903
- 2000 - 21.066
- 2003 - 21.745
- 2005 - 22.244

## Personalități născute aici
- Trine Østergaard (n. 1991), handbalistă.

## Legături extene
- Pagina oficială a localității: www.skanderborg.dk